# Monuments nationaux de Bosanska Krupa
Cet article recense les monuments nationaux situés sur le territoire de la municipalité de Bosanska Krupa en Bosnie-Herzégovine et dans la fédération de Bosnie-et-Herzégovine. La liste établie par la Commission pour la protection des monuments nationaux compte 4 monuments nationaux inscrits sur la liste principale et 2 monuments inscrits sur une liste provisoire.

## Monuments nationaux
| Monument                                    | Localité       | Géolocalisation | Datation            | Commentaire éventuel                                | Photo |
| ------------------------------------------- | -------------- | --------------- | ------------------- | --------------------------------------------------- | ----- |
| Église de la Vierge-Marie de Bosanska Krupa | Bosanska Krupa |                 | Début du XXe siècle | Église catholique ; site et vestiges                |       |
| Forteresse de Jezerski                      | Jezerski       |                 | XIIIe siècle        |                                                     |       |
| Forteresse de Bosanska Krupa                | Bosanska Krupa |                 | XVe siècle          |                                                     |       |
| Collection de Boško Karanović               | Bosanska Krupa |                 |                     | Dans le Centre culturel de Bosanska Krupa ; dessins |       |

## Liste provisoire
| Monument           | Localité | Géolocalisation | Datation  | Commentaire éventuel  | Photo |
| ------------------ | -------- | --------------- | --------- | --------------------- | ----- |
| Moulins à Otoka    | Otoka    |                 |           |                       |       |
| Forteresse d'Otoka | Otoka    |                 | Moyen Âge | Vestiges d'un rempart |       |